# Clark Rundell
Clark Rundell és un músic, director d'orquestra i arranjador anglès, expert en música contemporània.En la vessant pedagògica, estat Director d'Estudis de Jazz al Royal Northern College of Music, on actualment ho és de Música Contemporània i de Direcció d'Orquestra.
Va estudiar direcció d'orquestra a la Universitat Northwestern (Chicago) amb John P. Paynter i trombó amb Frank Crisafulli. Posteriorment va guanyar una beca per estudiar amb Timothy Reynish al Royal Northern College of Music de Manchester.
Va debutar com a director amb la Royal Liverpool Philharmonic Orchestra el 1987. Des d'aleshores, ha dirigit orquestres com la London Symphony, la BBC Philharmonic, la Filharmònica de Luxemburg, la Royal Opera House, la BBC Scottish Symphony, la Scottish Chamber, la Britten Sinfonia, l'Asko Schönberg Ensemble o l'Orquestra Simfònica de Barcelona i Nacional de Catalunya.
Actualment, és el director de l'Ensemble 10/10, un grup de música contemporània de la Royal Filharmnonica de Liverpool, amb el qual ha guanyar diversos premis.
Ha estrenat obra de compositors com Louis Andriessen, Django Bates, Sir Richard Rodney Bennett, Martin Butler, Gary Carpenter, Tim Garland, Adam Gorb, Edward Gregson, Kenneth Hesketh, David Horne, Steve Mackey, James MacMillan, Roger Marsh, Steve Martland, Martijn Padding, Gwilym Simcock, o Mark-Anthony Turnage.
Va ser artista resident durant tres anys al Festival de Música contemporània de Huddersfield. Com a especialista en barrejar gèneres a l'escenari, ha dirigit projectes orquestrals amb artistes com Elvis Costello, Toumani Diabate, Tim Garland, Amal Murkus, Gwilym Simcok, i el Wayne Shorter Quartet, així com amb músics de jazz com John Dankworth, Bob Brookmeyer, Victor Mendoza, Guy Barker, Julian Argüelles, Ed Thigpen, Cleo Laine, Andy Sheppard, Lew Tabakin i Michael Gibbs.